# Воробьёв-Семёнов, Павел Ильич
Па́вел Ильи́ч Воробьёв-Семёнов (1896—1941) — один из организаторов и первый руководитель комсомола Украины (Ленинский коммунистический союз молодежи Украины).

## Биография
Родился в с. Артюшково (ныне село в Рыльском районе Курской области, РФ). В 1898 его семья переехала в Киев. Окончил учительскую школу, в 1915-17 работал учителем в селах Киевской области. В 1918 — член подпольного киевского горкома комсомола.
После I съезда Коммунистического союза рабочей молодежи Украины (Киев, 26 июня — 1 июля 1919) возглавил президиум ее ЦК. Находился во главе комсомола Украины до мая 1920.
В 1921-25 — находился на коммунистической партийной и комсомольской работе на Киевщине. После окончания экономического отделения Института Красной профессуры — находится на преподавательской и хозяйственной работе в Москве. Погиб в эвакуации на территории современной Республики Башкортостан, РФ.